# Carpetanos
Os Carpetanos foram uma tribo pré-romana incluída entre os diversos povos celtas que habitavam o oeste e o norte da Península Ibérica.

## Localização

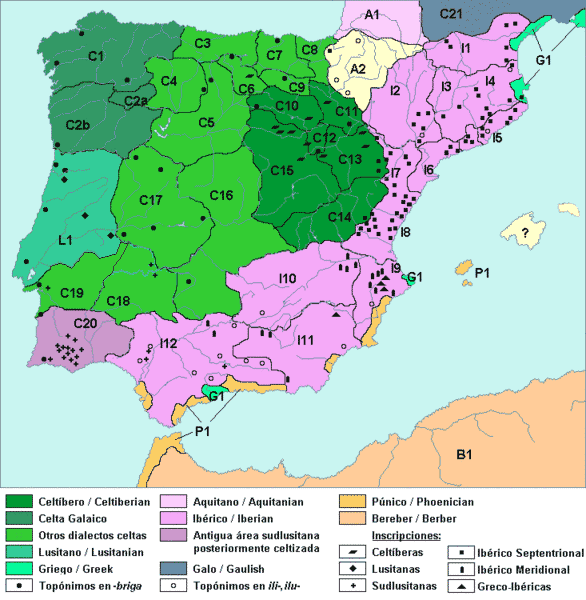
Território dos Carpetanos, assinalado como C16.

Ethnographic Iberia 200 BCE-es

Localizavam-se na zona central da Península Ibérica, no território que compreende parte das atuais províncias espanholas de Guadalajara, Toledo, Madrid e Ciudad Real.
Estrabão, escritor grego do século I a.C. indica que os Turdetanos limitavam a norte com os Carpetanos. O nome de carpetanos, outorgado por Estrabo, é utilizado para designar a cordilheira montanhosa que separa Segóvia de Madrid, os Montes Carpetanos.
A situação dos Carpetanos em relação a outros povos celtiberos situava-os a oeste dos Olcades, a norte dos Oretanos, a leste e sul dos Váceos e Vetões. Pouco mais se sabe da sua características culturais, devido à escassez de textos históricos e a ausência de escavações arqueológicas. Do seu panteão religioso é apenas possível citar algum rasgo, como a adoração que professavam à deusa Ataecina.

## Enfrentamentos com Roma
Catão o Velho foi o procônsul romano encarregado de romanizar este povo. Por volta de 195 a.C. dirigiu as operações militares destinadas a eliminar a aliança militar de carpetanos, vetões, váceos e outras tribos celtibéricas.
Em 193 a.C. as legiões de Marco Fúlvio Nobilior chegaram a sitiar Toleto, a capital dos carpetanos, para a conquistar ao ano seguinte, após derrotar um exército aliado vetão. Nobilior capturou o rei carpetano, Hilerno, que reunira em torno dele uma confederação de váceos, vetões, ólcades e carpetanos.
No verão de 185 a.C. um exército aliado de carpetanos, lusitanos e vetões derrotaram os romanos dirigidos pelos pretores Lúcio Quíncio Crispino e Caio Calpúrnio. E, ao ano seguinte, foi derrotado em Titúlcia o general Aulo Terêncio Varrão. Em 180 a.C. pacificou a zona Tibério Semprônio Graco assinando com os carpetanos uma trégua por 25 anos.
A partir de 153 a.C. as tréguas de Graco quebraram e as lutas continuaram. Somente acabariam com a queda de Numância, em 133 a.C. perante as legiões romanas de Públio Cornélio Cipião Emiliano.

## Vestígios arqueológicos
- Compluto.
- Contrébia Carbica.
- Navalquejigo.
- Santorcaz.
- Segóbriga.
- Titúlcia.
- Miralrío (Madrid)[5]